# Kívülállók (televíziós sorozat)
A Kívülállók egy brit sci-fi, dráma televíziós műsor, amit az E4 sugárzott. A műsor arról szól, hogy egy csapat közmunkát végző fiatal, egy lepukkant angol kisvárosban, egyszer csak arra lesznek figyelmesek, hogy korábbi életük megváltozott, miután egy furcsa vihartól különleges képességeik lesznek és nem mindennapi megpróbáltatások elé néznek. A sorozat első epizódját 2009. november 12-én adták le, valamint a befejező epizódot 2013. december 11-én.
Antonia Thomas, Iwan Rheon, Lauren Socha, Nathan Stewart-Jarrett, and Robert Sheehan 
Alisha Daniels (Antonia Thomas), Simon Bellamy (Iwan Rheon), Kelly Bailey (Lauren Socha), Curtis Donovan (Nathan Stewart-Jarrett) és Nathan Young (Robert Sheehan) a sorozat 1-2. évadjának főszereplői. Sheehan a 2. évad után elhagyta a sorozatot, helyére a 3. évadban bemutatkozó Rudy Wade (Joseph Gilgun) kerül. A 3. évad után Iwan Rheon, Antonia Thomas és Lauren Socha is kiszállt a sorozatból, helyükre jött Jess (Karle Crome), Finn (Nathan McMullen) és Alex (Matt Stokoe). A 4. évad környékén Stewart-Jarrett szintén elhagyta a sorozatot, mindaddig Natasha O'Keeffe csatlakozott a szereplőgárdához, mint Abbey Smith.

## Cselekmény
Van egy csapat fiatalkorú bűnöző valami lerobbant angol kisvárosban, akiknek közösségi munkát kell végezni és egy nap jön valami vihar, amitől szuperképességeik lesznek. Hogy ne legyen egyszerű, mindenki érzi, hogy a vihar változást hozott, de nagyon lassan ébrednek rá arra, hogy szuperképességeket, és abból is milyet szereztek.

## Szereplők
| Szereplő       | Színész                | Magyar hang[forrás?] |
| -------------- | ---------------------- | -------------------- |
| Simon Bellamy  | Iwan Rheon             | Kovács Lehel         |
| Nathan Young   | Robert Sheehan         | Gacsal Ádám          |
| Kelly Bailey   | Lauren Socha           | Dögei Éva            |
| Curtis Donovan | Nathan Stewart-Jarrett | Előd Álmos           |
| Alisha Daniels | Antonia Thomas         | Csondor Kata         |
| Rudy Wade      | Joe Gilgun             | Nagypál Gábor        |
| Jess           | Karla Crome            | Trokán Nóra          |
| Finn Samson    | Nathan McMullen        | Molnár Levente       |
| Abbey Smith    | Natasha O'Keeffe       | Pálmai Anna          |
| Alex           | Matt Stokoe            | Galambos Péter       |